# Midori Furusawa
Midori Furusawa (jap. 古澤緑 Furusawa Midori; ur. 28 kwietnia 1974 w Ōdate) – japońska biegaczka narciarska. Była uczestniczką mistrzostw świata w narciarstwie klasycznym w Thunder Bay 1995 i Ramsau 1999, a także zimowych igrzysk olimpijskich w Nagano 1998 i Salt Lake City 2002.

## Osiągnięcia

### Igrzyska olimpijskie
| Miejsce | Dzień     | Rok  | Miejscowość    | Konkurencja                            | Czas biegu | Strata   | Zwyciężczyni      |
| ------- | --------- | ---- | -------------- | -------------------------------------- | ---------- | -------- | ----------------- |
| 38.     | 20 lutego | 1998 | Hakuba         | 30 km stylem dowolnym                  | 1:33:16,2  | +11:14,7 | Julija Czepałowa  |
| 42.     | 9 lutego  | 2002 | Soldier Hollow | 15 km stylem dowolnym (start masowy)   | 44:41,8    | +4:47,4  | Stefania Belmondo |
| 36.     | 24 lutego | 2002 | Soldier Hollow | 30 km stylem klasycznym (start masowy) | 1:45:50,0  | +14:52,9 | Gabriella Paruzzi |

### Mistrzostwa świata
| Miejsce | Dzień     | Rok  | Miejscowość | Konkurencja             | Czas biegu | Strata   | Zwyciężczyni      |
| ------- | --------- | ---- | ----------- | ----------------------- | ---------- | -------- | ----------------- |
| 49.     | 10 marca  | 1995 | Thunder Bay | 15 km stylem klasycznym | 49:49,4    | +8:21,9  | Łarisa Łazutina   |
| 48.     | 12 marca  | 1995 | Thunder Bay | 5 km stylem klasycznym  | 17:31,3    | +2:07,6  | Łarisa Łazutina   |
| 51.     | 14 marca  | 1995 | Thunder Bay | 15 km bieg łączony      | 49:21,1    | +6:01,5  | Łarisa Łazutina   |
| 36.     | 19 lutego | 1999 | Ramsau      | 15 km stylem dowolnym   | 44:03,5    | +5:14,5  | Stefania Belmondo |
| 46.     | 22 lutego | 1999 | Ramsau      | 5 km stylem klasycznym  | 14:39,1    | +1:49,3  | Bente Skari       |
| 37.     | 23 lutego | 1999 | Ramsau      | 15 km bieg łączony      | 46:52,4    | +4:24,5  | Stefania Belmondo |
| 38.     | 27 lutego | 1999 | Ramsau      | 30 km stylem klasycznym | 1:39:52,6  | +10:32,7 | Łarisa Łazutina   |

### Mistrzostwa świata juniorów
| Miejsce | Dzień       | Rok  | Miejscowość | Konkurencja            | Czas biegu | Strata  | Zwyciężczyni     |
| ------- | ----------- | ---- | ----------- | ---------------------- | ---------- | ------- | ---------------- |
| 47.     | 26 stycznia | 1994 | Breitenwang | 5 km stylem klasycznym | 17:54,4    | +1:34,2 | Irina Składniewa |
| 2.      | 28 stycznia | 1994 | Breitenwang | Sztafeta 4 × 5 km      | 1:06:19,6  | +12,2   | Czechy           |
| 46.     | 30 stycznia | 1994 | Breitenwang | 15 km stylem dowolnym  | 47:50,6    | +5:57,1 | Julija Czepałowa |

### Puchar Świata

#### Miejsca w klasyfikacji generalnej
- sezon 1994/1995: 70.
- sezon 1995/1996: -
- sezon 1996/1997: -
- sezon 1997/1998: -
- sezon 1998/1999: -
- sezon 1999/2000: -
- sezon 2000/2001: -

#### Miejsca na podium
Furusawa nigdy nie stała na podium zawodów Pucharu Świata.